# Коптевский сельсовет (Могилёвская область)
Ко́птевский сельсовет (бел.  Копцеўскі сельсавет) — административно-территориальная единица Горецкого района Могилёвской области Белоруссии. Административный центр — агрогородок Коптевка.

## Население
- 1999 год — 1303 человека
- 2010 год — 738 человек

## Состав
Включает 14 населённых пунктов:
- Буда — деревня.
- Голенки — деревня.
- Коптевка — агрогородок.
- Ленполье — деревня.
- Медведовка — деревня.
- Песочня — деревня.
- Пневщина — деревня.
- Рудня — деревня.
- Садок — деревня.
- Студенец — деревня.
- Ходоровичи — деревня.
- Чеплеевка — деревня.
- Чурилово — деревня.
- Ярцевка — деревня.

Упразднённые населённые пункты на территории сельсовета:
- Никольск — посёлок (2008 г.)